# Fatemeh Rahbar
Fatemeh Rahbar (en farsi: فاطمه رهبر; Teheran, 1964 - 6 de març de 2020) va ser una política iraniana. D'obediència conservadora, va ser membre del Parlament de l'Iran de 2004 a 2016 i novament a partir del febrer del 2020. Representava el districte electoral de Teheran, Rey, Xemiranat i Eslamxahr. Va morir el 6 de març de 2020 sent una de les nombroses víctimes de l'epidèmia de coronavirus que va començar a la Xina el 2019 i va afectar la resta del món i més fortament l'Iran el 2020.